# اوپترون

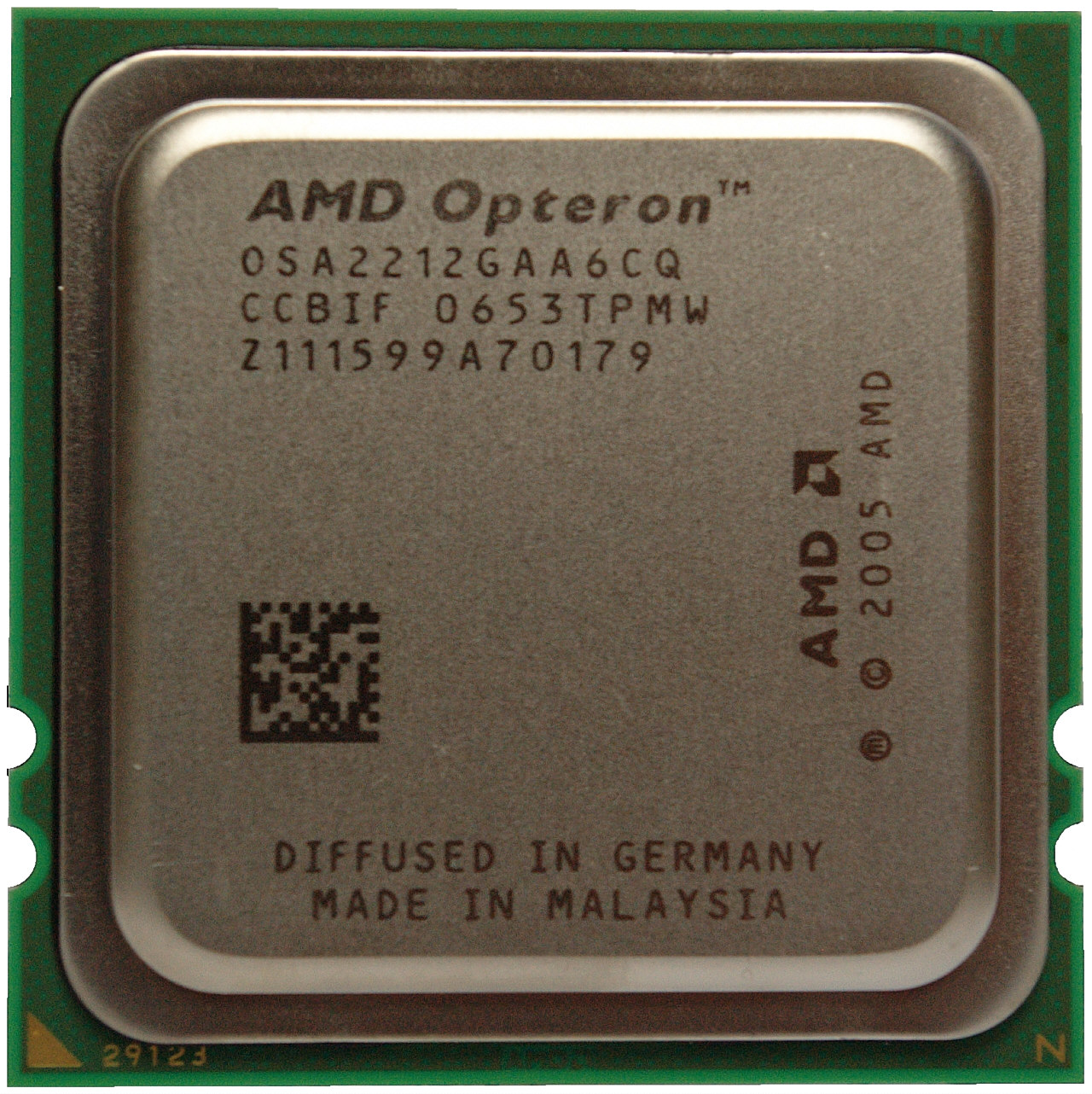
اوپترون ۲۲۱۲

اوپترون (به انگلیسی: Opteron) نام پردازنده‌ای ۶۴-بیتی شرکت AMD برای ایستگاه‌های کاری و سرویس‌دهنده‌هاست. این پردازنده، اولین پردازنده‌ای بود که از معماری مجموعه دستور AMD64 پشتیبانی می‌کرد (که این معماری به صورت گسترده‌ای با نام x86-64 هم شناخته می‌شود). این پردازنده در تاریخ ۲۲ آوریل ۲۰۰۳ با هسته SledgeHammer منتشر شد و برای رقابت در بازار ایستگاه‌های کاری و سرورها در نظر گرفته شده بود، خصوصاً قرار بود رقیبی برای پردازنده Xeon شرکت اینتل باشد.